# Elon Musk: El empresario que anticipa el futuro
Elon Musk: El empresario que anticipa el futuro (título original en inglés: Elon Musk: Tesla, SpaceX, and the Quest for a Fantastic Future) es la biografía de Elon Musk escrita por Ashlee Vance, publicada en 2015. El libro recorre la vida de Elon Musk desde su infancia hasta el tiempo que pasó en Zip2 y PayPal, y luego en SpaceX, Tesla y SolarCity. En el libro, Vance logró conseguir entrevistas periódicas con Musk, sus allegados y quienes estuvieron con él en los momentos más importantes de su vida; Musk no tenía control sobre el contenido de la biografía. La edición en español, traducida por Francisco López Martín, fue publicada por Ediciones Península el 14 de junio de 2016.

## Recepción
The Washington Post escribió que «el libro es una mirada tremenda al que podría decirse que es el empresario más importante del mundo. Vance pinta un cuadro inolvidable de la personalidad única de Musk, su impulso insaciable y su capacidad para prosperar a través de las dificultades». Dwight Garner, escribiendo en The New York Times, escribió: «El señor Vance ofrece un retrato bien calibrado del señor Musk, de modo que comprendamos tanto a sus amigos como a sus enemigos. Es un libro con muchos placeres auxiliares. Vance nos pone al día sobre la situación de la energía verde y los lanzamientos espaciales. También se desvía de su tema con bastante frecuencia y ofrece perfiles de las personas frecuentemente brillantes que trabajan junto a Musk. Sin embargo, lo mejor que hace el Sr. Vance en este libro es contar la historia del Sr. Musk de forma sencilla y bien». Fue declarado uno de los mejores libros de 2015 por The Wall Street Journal, NPR, Fast Company y Audible.